# آره، شهرستان ساره
آره (استونیایی: Are) یک روستا در دهستان سارما، شهرستان ساره در غرب استونی است.